# Volta als Pirineus
La Volta als Pirineus (oficialment: Tour des Pyrénées-Vuelta a los Pirineos) era una competició ciclista franco-espanyola que es disputava entre les regions del Migdia-Pirineus i Aragó.
Anteriorment, ja s'havien disputat curses anomenades Volta als Pirineus. Aquesta cursa té l'origen el 1995 amb la fusió de la Tour de Bigorre i de l'Aragó-Béarn. Va formar part de l'UCI Europa Tour, i el 2010 va ser l'última edició.

## Palmarès
| Any  | Vencedor          | Segon              | Tercer                      |
| ---- | ----------------- | ------------------ | --------------------------- |
| 1995 | Hugues Ané        | Óscar Mollar       | Kirill Beljaev              |
| 1996 | Denis Leproux     | Patrick Bruet      | Philippe Fernandes Ferreira |
| 1997 | Denis Leproux     |                    |                             |
| 1998 | Christophe Oriol  |                    |                             |
| 1999 | Igor Pavlov       |                    |                             |
| 2000 | Éric Drubay       |                    |                             |
| 2001 | Igor Pavlov       |                    |                             |
| 2002 | Maryan Hary       |                    |                             |
| 2003 | Fernando Torres   | Andrew Jackson     | Johan Vansummeren           |
| 2004 | Bernhard Kohl     | Thierry Loder      | Benoît Luminet              |
| 2005 | No disputada      |                    |                             |
| 2006 | Enrique Salgueiro | Kevin Seeldraeyers | Jesús Javier Ramírez        |
| 2007 | Sergio Pardilla   | José Herrada       | Nicolas Prin                |
| 2008 | Dan Fleeman       | Andrew Bajadali    | Stian Remme                 |
| 2009 | Fabio Duarte      | Maarten De Jonge   | Ángel Vallejo               |
| 2010 | Florent Barle     | Przemysław Niemiec | Yannick Eijssen             |